# Volcano Art Center
Le Volcano Art Center est une galerie d'art américaine dans le comté d'Hawaï, à Hawaï. Construit en 1877 pour servir d'hôtel, il héberge la Volcano House jusqu'en 1921, date à laquelle il est déplacé une première fois. Aujourd'hui protégé au sein du parc national des volcans d'Hawaï, il est inscrit au Registre national des lieux historiques sous le nom d'Old Volcano House No. 42 depuis le 24 juillet 1974.